# Веслоніг-хрестоніс
Веслоніг-хрестоніс (Polypedates cruciger) — вид земноводних з роду Веслоніг родини Веслоногі.

## Опис
Загальна довжина досягає 8—9 см. Голова велика, морда загострена. Очі опуклі. Тулуб масивний, дуже широкий по середині, у задній частині звужується. Кінцівки потужні, особливо задні. Забарвлення спини світло-червоно-сірого кольору з темним малюнком у формі піщаних годинників, що починається за плечима. Якщо цей малюнок розглядати спереду, він нагадує хрест, «перекладина» якого тягнеться від ока до ока, а основа від носа до спини. Цей дивний малюнок й дав назву цьому виду веслоногів. Такий малюнок може ставати вужче, зникати, а потім з'являтися. У спеку має колір слонової кістки. За збільшення вологості стає темним.

## Спосіб життя
Полюбляє тропічні вологі ліси, прісноводні болота, сади, приміські райони. Зустрічається на висоті від 15 до 1525 м над рівнем моря. Активний вночі. Живиться безхребетними.
Самиця відкладає яйця у листя над водою, куди після своєї появи скочуються пуголовки.

## Розповсюдження
Мешкає на півдні Шрі-Ланки.